# Torche
A Torche amerikai sludge metal/stoner rock együttes. 2004-ben alakultak Miamiban.

## Története
Alapító tagjai: Steve Brooks, Juan Montoya, Jonathan Nunez és Rick Smith. Ők több együttesben is játszottak a Torche előtt.
Az MTracks.com szerint a zenekar "különleges, "ütős" hangzásvilággal rendelkezik, amely érzelmek széles skáláját provokálja az emberből, és nagy rajongótáborral rendelkeznek szerte a világon." 
Pályafutásuk alatt olyan nevekkel turnéztak, mint a Mogwai, Isis, Pelican, Clutch, Baroness, Black Cobra, Jesu, The Sword, Coheed and Cambria, Stinking Lizaveta, Harvey Milk, Boris és High on Fire. Steve Brooks azonban nem tartja az együttes zenéjét metalnak. Rick Smith szerint a zenekar zenéje "az összes együttes keveréke, amelyet közösen hallgatunk. Mindenből válogatunk, ami tetszik, amin felnőttünk, és annyira kreatívan használjuk, amennyire csak lehet." Első nagylemezük 2005-ben jelent meg.
Zenéjüket időnként "thunder pop" vagy "sludge pop" névvel illetik, ugyanis zenéjükben a pop és a pop rock elemei is egyesülnek, amely a műfajra egyáltalán nem jellemző.

## Tagok
- Steve Brooks – ének, gitár (2004–)
- Jonathan Nuñez – gitár (2017–), basszusgitár (2004–2017)
- Rick Smith – dob (2004–)
- Eric Hernandez – basszusgitár (2017–)

Korábbi tagok
- Juan Montoya – gitár (2004-2008)
- Andrew Elstner – gitár, ének (2011-2016)

Koncerteken fellépő tagok
- Howard Johnston – gitár (2010)

## Diszkográfia
- Torche (2005)
- Meanderthal (2008)
- Harmonicraft (2012)
- Restarter (2015)
- Admission (2019)